# Креницын, Александр Николаевич
Алекса́ндр Никола́евич Крени́цын (1801—1865) — русский поэт, автор эпиграмм.

## Биография
Родился 5 (17) марта 1801 года. Сын богатого псковского помещика, владельца с. Цевло Холмского уезда (ныне — в Бежаницком районе), Николая Саввича Креницына; мать — Пелагея Николаевна, урождённая Философова.
С девяти лет учился в благородном пансионе при петербургском Главном педагогическом институте, а с сентября 1812 года — в Пажеском корпусе, где был соучеником и другом Е. А. Баратынского. Ещё на школьной скамье писал едкие эпиграммы. После исключения Баратынского из корпуса близко сошёлся (в 1818 году) с уже служившим тогда Александром Бестужевым. И Бестужев, и Баратынский посвятили своему приятелю несколько стихотворений.
В июне 1820 года Креницын, за оскорбление действием корпусного гувернёра, был отправлен рядовым в 18-й егерский полк, — в Полтаву. Через три года он был произведён в прапорщики.
После восстания декабристов следственный комитет имел о нём вопросы к ряду участников, но принадлежность Креницына к тайному обществу не выявлена и «дело» его было прекращено. Тем не менее, за ним был установлен полицейский надзор, снятый в 1836 году.
В июле 1825 года Креницын подавал прошение об отставке, которую получил лишь в 1828 году — подпоручиком. Поселился у матери в имении Заборье Новоржевского уезда, так как старинная усадьба Цевло, где прошло детство поэта, выгорела дотла ещё в 1821 году.
В 1830 году он поселился в сельце Мишнево Великолуцкого уезда в 20 верстах от Великих Лук, которое досталось ему после раздела имения с братьями и сестрами. В январе 1850 года холмские дворяне избрали А. Н. Креницына своим предводителем.
Похоронен на погосте Горки близ Мишнева, у церкви, построенной его дедом Саввой Креницыным. Сельцо Мишнево исчезло в годы Великой Отечественной войны, однако гранитный памятник на могиле Креницына сохранился до настоящего времени.
Смерть Пушкина вызвала сильное и искреннее стихотворение Креницына, напечатанное, вместе с другими его произведениями, лишь в 1865 году («Отечественные записки», № 8).
В конце 1850-х годов началось его знакомство с М. И. Семевским, который неоднократно приезжал к Креницыну и пользовался его богатой библиотекой. Семевский получил от Креницына для публикации письма А. А. Бестужева, а позже — чудом сохранившийся альманах «Звёздочка», весь тираж которого был уничтожен, только у Креницына сохранился единственный экземпляр. В конце концов, к издателю «Русской старины» Семевскому , перешло всё богатейшее собрание рукописей Креницына, а также 92 письма друга его юности А. Бестужева.
Исследователями выявлены 30 его стихотворений, из которых только 10 были опубликованы при жизни. Сотрудничал в «Сыне Отечества», «Славянине», «Русском инвалиде», «Невском альманахе»; его драма «Честность» (1856) была поставлена на сцене Александринского театра.
Умер А. Н. Креницын 28 августа (9 сентября) 1865 года.